# Nycterosea albicinctaria
Nycterosea albicinctaria är en fjärilsart som beskrevs av Haworth sensu Prout 1938. Nycterosea albicinctaria ingår i släktet Nycterosea och familjen mätare. Inga underarter finns listade i Catalogue of Life.